# Carter Burwell
Carter Burwell (Nova Iorque, 18 de Novembro de 1954) é um compositor de trilha sonoras. Ele se formou na King School, em Stamford, Connecticut[carece de fontes?], e no Harvard College.

## Carreira
Como um compositor de trilhas sonoras para filmes, Burwell teve uma longa relação de trabalho com os irmãos Coen, fornecendo música para todos os filmes que fizeram.
Foi o responsável pelas 21 faixas do CD de músicas instrumentais do filme Twilight (2008), chamado Twilight The Score, que foi lançado em nos Estados Unidos no dia 9 de dezembro de 2008 e contém a faixa Bella's Lullaby. Compôs a trilha sonora do filme de Todd Haynes, "Carol", com Cate Blanchett  e Rooney Mara em 2015, trabalho pelo qual foi indicado ao Globo de Ouro de melhor banda sonora original e ao Oscar de melhor trilha sonora original. Seu último e mais recente trabalho foi para o filme Three Billboards Outside Ebbing, Missouri lançado em 2017 pelo qual foi indicado ao Oscar.
Burwell casou-se Christine Sciulli em 1999.

## Filmografia parcial
- 1984: Blood Simple
- 1986: Psycho III
- 1987: Raising Arizona
- 1990: Miller's Crossing
- 1991: Barton Fink
- 1992: Buffy the Vampire Slayer
- 1993: This Boy's Life
- 1993: Kalifornia
- 1993: And the Band Played On
- 1994: The Hudsucker Proxy
- 1995: Rob Roy
- 1995: A Goofy Movie
- 1996: Fear
- 1996: Fargo
- 1997: Conspiracy Theory
- 1997: The Spanish Prisoner
- 1997: The Jackal
- 1998: Velvet Goldmine
- 1998: The Big Lebowski
- 1998: Gods and Monsters
- 1999: Mystery, Alaska
- 1999: Three Kings
- 1999: Being John Malkovich
- 2000: Before Night Falls
- 2000: Hamlet
- 2002: The Man Who Wasn't There
- 2002: Adaptation
- 2003: Intolerable Cruelty
- 2004: The Ladykillers
- 2004: Kinsey
- 2004: The Alamo (1960)
- 2006: The Hoax
- 2006: Fur: An Imaginary Portrait of Diane Arbus
- 2007: No Country for Old Men
- 2007: Before the Devil Knows You're Dead
- 2008: In Bruges
- 2008: Burn After Reading
- 2008: Twilight
- 2009: The Blind Side
- 2010: True Grit
- 2011: Breaking Dawn (The Score)
- 2015: Carol
- 2017: Three Billboards Outside Ebbing, Missouri